# Gilbert Tyuienon
Gilbert Tyuienon, né le 28 mars 1958 à Canala, est un homme politique indépendantiste de Nouvelle-Calédonie. 
Membre de l'Union calédonienne, il est premier vice-président de la Province Nord de 2009 à 2011, maire de la commune de Canala depuis 2001 et membre du Gouvernement de la Nouvelle-Calédonie depuis 2011. Il est de plus vice-président du Gouvernement de 2011 à 2014 et de 2019 à 2021.

## Jeunesse
Gilbert Tyuienon est né à Canala le 28 mars 1958. Il est d’abord scolarisé à l’école de la mission qui à l’époque était la seule accessible aux Mélanésiens et ensuite à l’école publique en CM1. Il est interne à Houaïlou jusqu’au BEPC, puis intègre le lycée du sacré-cœur à Bourail et ensuite le lycée Blaise Pascal à Nouméa.
Il passe le concours de l’administration territoriale et intègre la promotion mélanésienne du dialogue qui précède le dispositif 400 cadres. Il part donc pour Besançon, fait des stages à Dijon et en région parisienne.

## Carrière professionnelle
À son retour, il devient chargé de mission du secrétaire général du territoire, Jacques Iekawé, de 1989 à 1992. Il travaille alors sur des dossiers liés à la provincialisation, la dévolution des biens, les droits et obligations des provinces, les moyens boursiers pour la formation des premiers animateurs communaux, le suivi des dossiers « 400 cadres ». En 1992 il rejoint la chambre territoriale des comptes comme secrétaire général et assure les premiers contrôles des établissements publics. De 1995 à 1996, il œuvre à la Direction du Service d'État de l'Agriculture, de la Forêt et de l'Environnement (DAFE) sur les contrats de développement des Opérations groupées d'aménagement foncier (OGAF). De 1996 à 1999, il est rédacteur au Congrès de la Nouvelle-Calédonie et, de 1999 à 2004, il est directeur de cabinet du groupe de l’Union calédonienne (UC) au Congrès. Il entame alors sa carrière politique.

## Carrière politique

### Maire de Canala
Il obtient son premier mandat électif en 2001. Il mène la liste UC aux municipales du 11 mars 2001 à Canala. Il réalise le deuxième meilleur score avec 510 voix et seulement 22 votes de retard sur la FCCI de Marie-Adèle Jorédié (épouse de l'ancien maire, Léopold Jorédié, qui a quitté l'UC et le FLNKS pour créer en 1998 avec d'autres indépendantistes modérés la FCCI). Avec 7 sièges sur 18, il fait jeu égal avec la liste Jorédié tandis que les 4 élus du Palika (autre composante du FLNKS) décident de le soutenir : il obtient ainsi le fauteuil de maire le 16 mars 2001. En tant que premier magistrat de ce petit village minier, il doit surtout faire face aux retombées économiques et sociales engendrées par plusieurs mois de conflits sociaux (avec grèves et blocages) entre le syndicat SOENC Mines et la Société minière du Sud Pacifique (SMSP, filiale de la Sofinor, société de financement de la Province Nord, et gérant l'exploitation et la transformation minière dans cette collectivité). Selon Gilbert Tyuienon, ce conflit a durement touché la commune : « La mine, c’est un demi-milliard de retombées annuelles en salaires, sous-traitance. Le commerce, deuxième activité de la commune, a forcément été touché [...] L’un des faits aggravants des problèmes, c’est la rupture du rythme pédagogique. Certains élèves ont perdu des semaines de cours entre les intempéries, les blocages et les grèves. » Il doit également faire face à des problèmes récurrents d'insécurité. Une série de violences au collège de Canala en octobre 2010, aboutissant à plusieurs journées de débrayage des enseignants et personnel éducatif des établissements de la commune (soutenus par les parents d'élève) pour protester contre cette situation, le poussent à proposer l'organisation d'une journée de l'école le 29 octobre, l'établissement d'un contrat local de sécurité et de prévention de la délinquance (CLSPD, solution que Gilbert Tyuienon avait jusqu'alors toujours refusée) et le recours à des vigiles pour surveiller les équipements publics. Si ces annonces sont bien accueillies par la communauté éducative, celle-ci critique fortement les propos du maire au sujet des causes des actes de vandalisme, le premier magistrat ayant notamment déclaré : « Ceux qui ont fait ça avaient été mal traités au collège ».   
Il se pose pour but de développer et diversifier les activités, notamment touristiques, culturelles et agricoles, de Canala. Par exemple, il a organisé en 2001 la première fête de la musique tenue à Canala (reconduite depuis lors chaque année), a initié également en 2001 la première édition de la Fête de l'Eau (chaque année en octobre avec un thème différent) et a soutenu l'Association des producteurs fruitiers et vivriers de Canala Xârâcùu (créée en 2001) pour l'instauration, au mois de juillet et à partir de 2002, d'une fête annuelle de la mandarine. Il a fait construire plusieurs infrastructures culturelles ou sportives : la médiathèque inaugurée le 20 juillet 2003, le centre socioculturel « Éloi Machoro » (installé dans les locaux de l'ancienne mairie) ouvert en janvier 2005 et la salle polyvalente inaugurée le 21 janvier 2008 en présence de Christian Karembeu, point de départ de l'aménagement d'un vaste complexe sportif entrant dans le cadre de l'organisation des Jeux du Pacifique en Nouvelle-Calédonie en 2011. Sur le plan agricole, il demande en 2002 le développement d'une OGAF pour la commune, mise en place progressivement à partir de 2003, tandis qu'en 2004 une collaboration avec la Province Nord permet l'installation d'un centre de collecte et de tri des produits agricoles (surtout des agrumes). Son premier mandat est de plus marqué par le lancement de chantiers d'électrification (à partir de 2002) et d'accès à l'eau potable (à travers la construction en 2003 du bassin de la réserve d'Emma puis, à partir de janvier 2005, du « grand tuyau » partant du captage de la Kû Nédu, sur les hauteurs de la tribu d’Emma) des tribus isolées,. 
De nouveau investi par l'UC aux municipales de 2008 (qui se déroule pour la première fois en deux tours dans la commune), il a toujours face à lui des listes UNI-Palika (menée par Félix Midja) et FCCI (tirée par l'ancien maire Léopold Jorédié), ainsi que cette fois-ci d'une candidature du LKS. Baptisant sa liste « L'Avenir de Canala », il fait campagne autour du thème d'« un avenir résolument implanté dans la modernité, tourné vers le monde, mais aussi respectueux de nos traditions, de nos valeurs et des règles de respect, de tolérance et de tempérance ». Son programme s'articule sur trois grands axes. Tout d'abord, il s'agit de l'aménagement et l'équipement visant à raccorder les habitats isolés au réseau d'électricité, à améliorer les réseaux d'eau potable et routiers pour désenclaver les tribus, à construire dans ces dernières des maisons communes et des plateaux sportifs, à lancer la construction du stade municipal « Christian Karembeu », à transformer le village-centre « dans le but d'améliorer [les] conditions de vie [des habitants] au quotidien », à aménager une marina pour attirer les touristes et favoriser le développement de la pêche et un Centre d'enfouissement technique pour lutter contre les décharges sauvages. Ensuite, il parle de « tourisme » et d'« environnement » à travers la création d'un Office du tourisme ou la construction d'une pépinière municipale pour accompagner le reboisement, l'installation de vergers ou encore l'aménagement paysager. Enfin, il promet de déployer des mesures et des outils pour soutenir le développement et l'évolution de la commune, notamment « pour l'éducation coutumière et citoyenne. Pour sensibiliser et agir contre les fléaux que sont l'alcool et le cannabis et aussi pour améliorer le partenariat avec les autorités coutumières ». Sa liste obtient finalement la victoire dès le premier tour le 9 mars 2008 avec 989 voix (55,41 % des suffrages exprimés) et 22 sièges sur 27. Gilbert Tyuienon est réélu maire à l'unanimité le 14 mars 2008. Remarqué par son succès électoral, Gilbert Tyuienon est choisi le 9 avril suivant pour occuper la 1re vice-présidence de l'Association des maires de Nouvelle-Calédonie (AMNC, regroupant l'ensemble des premiers magistrats de commune non issus du Rassemblement-UMP, et majoritairement indépendantistes). 
Ses actions pour le développement municipal n'ont pas empêché une certaine stagnation (voire une baisse) démographique de la commune, marqué par un déclin de l'activité minière et à l'attrait du pôle de Voh - Koné - Pouembout (VKP) centré sur l'usine du Nord à Vavouto. La population de Canala passe ainsi, aux différents recensements, de 3 374 habitants en 1996 à 3 512 en 2004 et 3 341 en 2009.

### Ascension à l'échelle territoriale
Remarqué par sa politique à Canala, Gilbert Tyuienon se voit confier bientôt de nouvelles responsabilités par son parti. Il est une première fois présenté par l'Union calédonienne lors d'élections provinciales en Province Nord en 2004. En neuvième position sur la liste menée par le président de l'époque du mouvement, Pascal Naouna, il n'est pas élu, celle-ci n'obtenant que 5 576 voix (27,12 % des suffrages) et 7 sièges sur 22 à l'Assemblée provinciale. Pressenti comme un potentiel candidat de l'UC aux élections législatives de 2007 dans la 2e circonscription (c'est finalement Charles Pidjot qui est investi), il intègre la nouvelle direction du parti désignée lors du Congrès du 8 novembre 2007 et désormais présidée par Charles Pidjot, en tant que secrétaire général adjoint.
Pour les élections provinciales du 10 mai 2009, il est choisi comme tête de liste de l'UC en Province Nord (qui prend le nom pour le scrutin d'« UC-FLNKS », alors qu'elle ne rassemble pas la totalité du front indépendantiste). Il intitule son programme : « Agir avec confiance et ambition pour le Nord et pour le pays ». Il fait campagne essentiellement sur les thèmes de l'éducation, appelant à « arrêter de dire que c'est la faute des enfants » et à réaliser « un diagnostic global et pluridisciplinaire [du système éducatif] confié à des gens qui savent et qui viennent d'ailleurs », et de la jeunesse qui, selon lui, « avec un pied dans l'alcool et l'autre dans le cannabis, n'est pas debout ». Il soutient dans ce sens l'idée d'un « service civil citoyen » pour que les jeunes offrent « un petit bout de leur vie pour le pays ». Concernant l'économie, il appelle à épargner moins et à injecter plus de moyens publics dans la construction d'infrastructures et d'équipement primaire, dans une « gestion partagée » avec les coutumiers et afin de limiter les déséquilibres entre les côtes ouest et est. S'il admet que le projet d'usine du Nord est la pierre angulaire du développement économique de la Province, il défend un investissement renforcé dans d'autres secteurs tels que le tourisme, la pêche ou l'agriculture. Opposé à la liste UNI du président sortant (lui aussi FLNKS, mais du Palika) Paul Néaoutyine, il réalise un meilleur score que Pascal Naouna en 2004. Avec 6 420 voix (29,63 % des suffrages exprimés) et 8 sièges sur 22 (dont 5 des 15 envoyés au Congrès), il talonne la formation de Néaoutyine avec seulement 211 votes, 0,97 points et 1 siège de moins, et lui fait perdre la majorité qu'il détenait jusque-là. Il arrive de plus en tête dans 8 des 17 communes de la Province, contre 6 pour l'UNI (en 2004, ce rapport de force était inversé, avec respectivement 7 et 8 communes). Fort de ce résultat et l'interprétant comme une « aspiration au changement », Gilbert Tyuienon, soutenu par la direction de son parti, décide de porter sa candidature à la présidence de l'Assemblée de la Province Nord contre Paul Néaoutyine, allant à l'encontre d'un accord passé entre les différentes composantes du FLNKS avant le scrutin (selon lequel les candidats des listes arrivées en tête devaient être les seuls du front à se présenter pour prendre la tête des exécutifs provinciaux). Si le ralliement à la candidature de Tyuienon par les trois élus du Parti travailliste (mouvement indépendantiste radical lié au syndicat USTKE) avait été annoncé, ceux-ci décident finalement de voter blanc et Paul Néaoutyine est reconduit à la majorité relative au troisième tour de scrutin, par 10 voix (un des deux élus anti-indépendantistes a voté pour lui) contre 8 et 4 bulletins blancs. Mais lors du choix des trois vice-présidents, les travaillistes soutiennent cette fois les candidats de l'UC et Gilbert Tyuienon devient le nouveau 1er vice-président de l'Assemblée de la Province Nord. Un autre membre de sa liste, Cézelin Tchoeaoua, est porté à la 3e vice-présidence. Gilbert Tyuienon obtient en plus la présidence de la Commission de l'Aménagement et du Foncier à l'Assemblée provinciale, et est rapporteur de la Commission spéciale du Congrès chargée de la refonte du règlement intérieur de cette institution.         
Par la suite, il incarne de plus en plus, avec le président de l'Assemblée de la Province des îles Loyauté Néko Hnepeune, une tendance modérée, plus « gestionnaire », au sein de l'UC, par opposition à la radicalisation engagée par le président Charles Pidjot ou Rock Wamytan et à leur rapprochement avec le Parti travailliste et l'USTKE. Vu par les médias locaux, et notamment le quotidien Les Nouvelles calédoniennes, comme prêt à briguer la présidence du parti face à Charles Pidjot au congrès de Pouébo de novembre 2009, il ne se présente finalement pas. À la place, il est porté à la deuxième vice-présidence du mouvement, venant ainsi derrière le président Pidjot et le 1er vice-président Néko Hnepeune.

### Vice-président du gouvernement
Après la chute du gouvernement Gomès (que l'UC a provoqué en démissionnant en bloc de celui-ci le 17 février 2011), Gilbert Tyuienon est choisi pour tirer la liste du groupe FLNKS (ouverte au Parti travailliste) en vue de l'élection du nouvel exécutif le 3 mars 2011. Cette formation obtient 16 voix sur 54 au Congrès et 4 des 11 sièges à pourvoir au sein du nouvel exécutif, dont Gilbert Tyuienon est élu le jour même vice-président par 8 suffrages (ceux du FLNKS-Parti travailliste et ceux du Rassemblement-UMP - Avenir ensemble-LMD, qui eux obtiennent la présidence en la personne de Harold Martin) contre 3 abstentions. Cependant, comme prévu, la totalité des candidats de Calédonie ensemble démissionnent, à l'exception néanmoins de Philippe Gomès lui-même qui souhaite porter la voix de son mouvement au sein de l'exécutif. Comme le second siège obtenu par cette dernière formation ne peut être remplacé, le gouvernement Martin III est démissionnaire de fait le jour même de son entrée en fonction et à son tour condamné à gérer les affaires courantes en attendant l'élection de son successeur dans un délai de deux semaines.
Quoi qu'il en soit, et malgré l'opposition de Calédonie ensemble, le gouvernement procède le 11 mars suivant à la répartition des secteurs. Gilbert Tyuienon est ainsi chargé de l'animation et du contrôle des Mines, des Infrastructures publiques et des Transports aérien domestique, terrestre et maritime. Il prend également en main l'élaboration du Schéma d'aménagement et de développement de la Nouvelle-Calédonie NC 2025 et le suivi des questions relatives à la sécurité routière. Et, aux côtés de Harold Martin (Avenir ensemble, président du gouvernement), de Jean-Claude Briault (Rassemblement-UMP) et Déwé Gorodey (FLNKS-UNI-Palika), il participe à la coordination de la politique du gouvernement avec les Provinces et du suivi des décisions du Comité des signataires. Ce gouvernement ayant de plus pour la première fois regroupé ses secteurs en 9 « pôles de compétences » au sein desquels les membres, tant partisans qu'opposants à l'indépendance, prennent les décisions en commun, Gilbert Tyuienon fait partie de ceux de l'Aménagement du territoire et des Relations intercollectivités.
Pour la désignation du gouvernement suivant le 17 mars 2011, Gilbert Tyuienon mène une nouvelle fois la liste « Entente » du groupe FLNKS allié au Parti travailliste, et obtient cette fois le soutien du LKS de Nidoïsh Naisseline. Avec 17 voix sur 54, et l'union entre le Rassemblement-UMP et l'Avenir ensemble-LMD ayant perdu trois votes par rapport à l'élection précédente (16 bulletins au lieu de 19), la liste Tyuienon réalise ainsi le meilleur score (c'est la première fois qu'une formation indépendantiste obtient le plus de suffrages pour la mise en place d'un gouvernement) et se maintient à 4 membres sur 11, alors que l'Avenir ensemble perd un siège au profit de Calédonie ensemble. Harold Martin est réélu à la présidence dans la foulée, ainsi que Gilbert Tyuienon à la vice-présidence, tous deux avec 7 suffrages (ceux des représentants de leurs deux listes) contre 3 bulletins blanc et 1 abstenu. Comme son prédécesseur, ce nouvel exécutif chute le jour même en raison de la démission de Philippe Gomès et de ses suivants de liste. Il est à nouveau reconduit comme membre et vice-président dans les 11e puis 12e gouvernements élus respectivement le 1er avril et 10 juin 2011 (même si la liste du FLNKS, qui a perdu le vote de Nidoïsh Naisseline, perd un siège et n'obtient donc que trois membres sur 11 lors de ces deux scrutins). Le 22 mars, il conserve les mêmes secteurs de contrôle et d'animation qui lui avaient été attribués précédemment, et à celles-ci s'ajoutent à partir du 6 avril une association à Harold Martin pour les Questions liées à la Coopération régionale et aux Relations extérieures (en remplacement de Georges Mandaoué) et pour la coordination des Transferts de compétences. Le 16 juin, il perd le suivi des questions liées à la circulation et à la sécurité routière au profit de Philippe Gomès mais obtient en échange les relations avec le Congrès, jusque-là supervisées par Jean-Claude Briault.
Il est confronté au conflit qui oppose aux mois de juillet et août 2011 la compagnie aérienne domestique Aircal et des usagers des Îles Loyauté au sujet des prix des billets jugés trop élevés : les aéroports loyaltiens sont occupés et des affrontements violents (faisant plusieurs morts) ont lieu à Maré. Il mène alors les négociations, au titre du gouvernement, qui aboutissent à l'adoption d'un « plan pour l’amélioration de la desserte intérieure du pays ». Celui-ci prévoit la mise en place à partir du 12 janvier 2012 d'une « Solidarité transport », financée par les Provinces et qui comprend la mise en place d'un billet à 10 000 Francs CFP (83,8 euros), et d'une « Continuité pays », supportée par la Nouvelle-Calédonie conjointement avec les Provinces et instaurée en février 2012.